# Commanderie de Villemoisan
La commanderie de Villemoisan est d’abord une commanderie templière puis hospitalière située à Villemoisan, en France.

## Localisation
La commanderie est située dans le département français de Maine-et-Loire, sur la commune de Villemoisan.

## Historique
L'édifice est classé au titre des monuments historiques en 1958.
Après sa dévolution aux hospitaliers, la commanderie prend le nom de « commanderie de Béconnais », c'est sous ce nom qu'elle est désignée dans l'enquête sur les biens de l'Hôpital réalisée en 1373 dans le diocèse d'Angers.